# Riksskattenämnden
Riksskattenämnden var en svensk myndighet som inrättades 1951 för att tillse att skatterna tillämpades likformigt i Sverige. Den hade också att lämna förhandsbesked i skatteärenden – en möjlighet som hade inrättats samma år. 1960 blev myndigheten ansvarig för den allmänna varuskatten som infördes detta år. 
Myndigheten upphörde 1970 och slogs följande år samman med Kontrollstyrelsen och några andra myndigheter. Myndighetens uppgifter lades på en särskild nämnd: Riksskatteverkets nämnd för rättsärenden (rättsnämnden). År 1991 bröts denna nämnd ut och blev en egen myndighet – Skatterättsnämnden.